# Riese Pio X
Riese Pio X är en stad och en kommun i provinsen Treviso i regionen Veneto i norra Italien. Kommunen hade 11 000 invånare (2018) och gränsar till kommunerna Altivole, Asolo, Castelfranco Veneto, Castello di Godego, Fonte, Loria, San Zenone degli Ezzelini och Vedelago.